# Santa Caterina dei Funari
Santa Caterina dei Funari ou Igreja de Santa Catarina dos Funari é uma igreja de Roma, Itália, localizada no rione Sant'Angelo e dedicada a Santa Catarina de Alexandria. A igreja é conhecida principalmente por sua fachada e pelas obras de arte abrigadas em seu interior.

## História
A igreja fica no mesmo lugar do Castro Aureo do Circo Flamínio, construído por Caio Flamínio Nepos em 221 a.C. Durante o período medieval, esta vizinhança tornou-se o ponto de encontro dos fabricantes de cordas e cordões (funari) e deles a igreja emprestou seu nome. O edifício original eram uma basílica com três nave e chamava-se "Santa Maria de Donna Rosa in Castro Aureo", um nome que aparece pela primeira vez em 1192 num documento do papa Celestino III. Ela foi reconstruída no século IX com uma única nave e dedicada a Santa Catarina de Alexandria, posteriormente conhecida na região como "Santa Caterina dei Funari".
Em 1534, o papa Paulo III entregou a igreja a Santo Inácio de Loyola, fundador da Ordem dos Jesuítas, que criou, nesta igreja, uma "Companhia para Donzelas Pobres e Sem Moradia". Alguns anos depois, a companhia tornou-se uma confraternidade. Patrocinada pelo cardeal Federico Cesi, ela decidiu reconstruir a igreja e batizá-la de "Santa Caterina dei Funari". A obra foi entregue a Guidetto Guidetti, que realizou o trabalho entre 1560 e 1564 juntamente com Giacomo Barozzi da Vignola e Ottavio Mascherino (1524–1606).

## Fachada
A fachada em travertino mostra a influência de outras igrejas renascentistas do arquiteto lombardo Guidetto Guidetti. Ele se baseou fortemente em seu projeto no design de Santo Spirito in Sassia, construída por seu mestre, Antonio da Sangallo, o Jovem. A cuidadosa ornamentação contrasta diretamente com o austero arranjo arquitetural em duas seções, que estão divididas por pilastras encimadas por capiteis coríntios ligeiramente modificados. A seção inferior consiste de baias com três pilastras de lado da entrada. Cada espaço entre duas pilastras está preenchido por um nicho semicircular sob um festão. Sobre e sob cada nicho está um painel retangular emoldurado. A entrada edicular está ladeada por duas colunas coríntias que suportam uma arquitrave (com o texto DIVAE CATHARINAE  VIRG. ET MART. — "Santa Catarina, Virgem e Mártir") e um pedimento triangular. O topo destes dois capiteis estão decorados com cornucópias e cabeças de querubins. O festão sobre o pedimento traz ainda dois símbolos iconográficos do martírio: uma palma e uma espada, o instrumento do martírio de Santa Catarina. Os outros festões trazem a roda, o instrumento pretendido de seu martírio.
A seção superior consiste em três baixas flanqueadas por uma voluta de cada lado. A do meio está tomada pela rosácea, inserida numa moldura quadrática com rosas nos cantos. Sobre a rosácea estão os escudos da família Cesia entre fitas ornamentais. As duas outras contém, cada uma, um nicho semicircular vazio sob um painel retangular emoldurado. O espaço entre os capiteis está preenchido por quatro cartouches ornamentais ovais.
Sobre a fachada está um pedimento triangular com quatro acroterios, na forma de vasos, e, no meio, uma cruz de ferro.
Esta fachada tornar-se-ia o modelo para o projeto da fachada da Igreja de Jesus de Giacomo della Porta.

## Interior

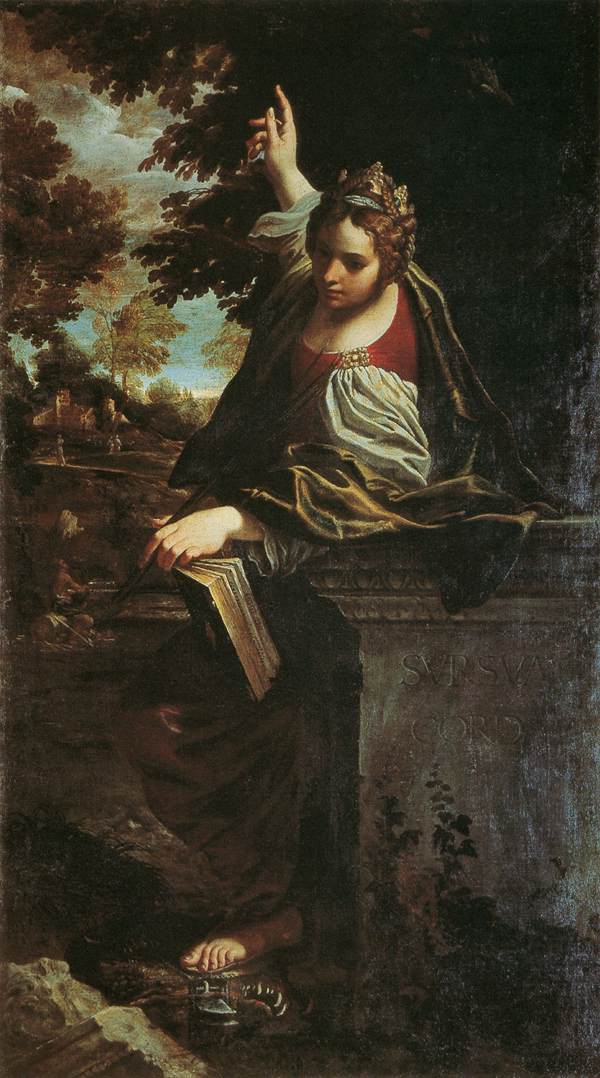
Santa Margarida de Antioquia por Annibale Carracci (Santa Caterina dei Funari, Roma)

A igreja foi construída seguindo uma planta de nave única definida por meias colunas com capiteis coríntios ao longo das paredes e por um teto abobadado e lunetas na seção superior. Há três capelas semi-circulares de cada lado. A austeridade do interior contrasta com a riqueza das decorações executadas por importantes artistas do final do século XVI e início do século XVII.
A peça-de-altar (1600), de Annibale Carracci, na Capela de Santa Margarida representa a santa. Ele também pintou "Santa Bárbara" na primeira capela à direita. A Capela Ruiz é a segunda à direita e sua peça-de-altar é uma "Assunção de Maria" de Scipione Pulzone (1598).  Federico Zuccari pintou diversas peças decorativas do presbitério, incluindo cenas da vida de Santa Catarina e um painel. Raffaellino da Reggio pintou em afresco o friso monocromático da abside, representando putti e os santos Romano, Agostinho, Sisínio e Saturnino. A peça-de-altar do altar-mor é uma "Glória de Santa Catarina", de Livio Agresti. Já a peça na terceira capela à esquerda é "A História de São João", de Marcello Venusti.

## Galeria

Imagens da igreja
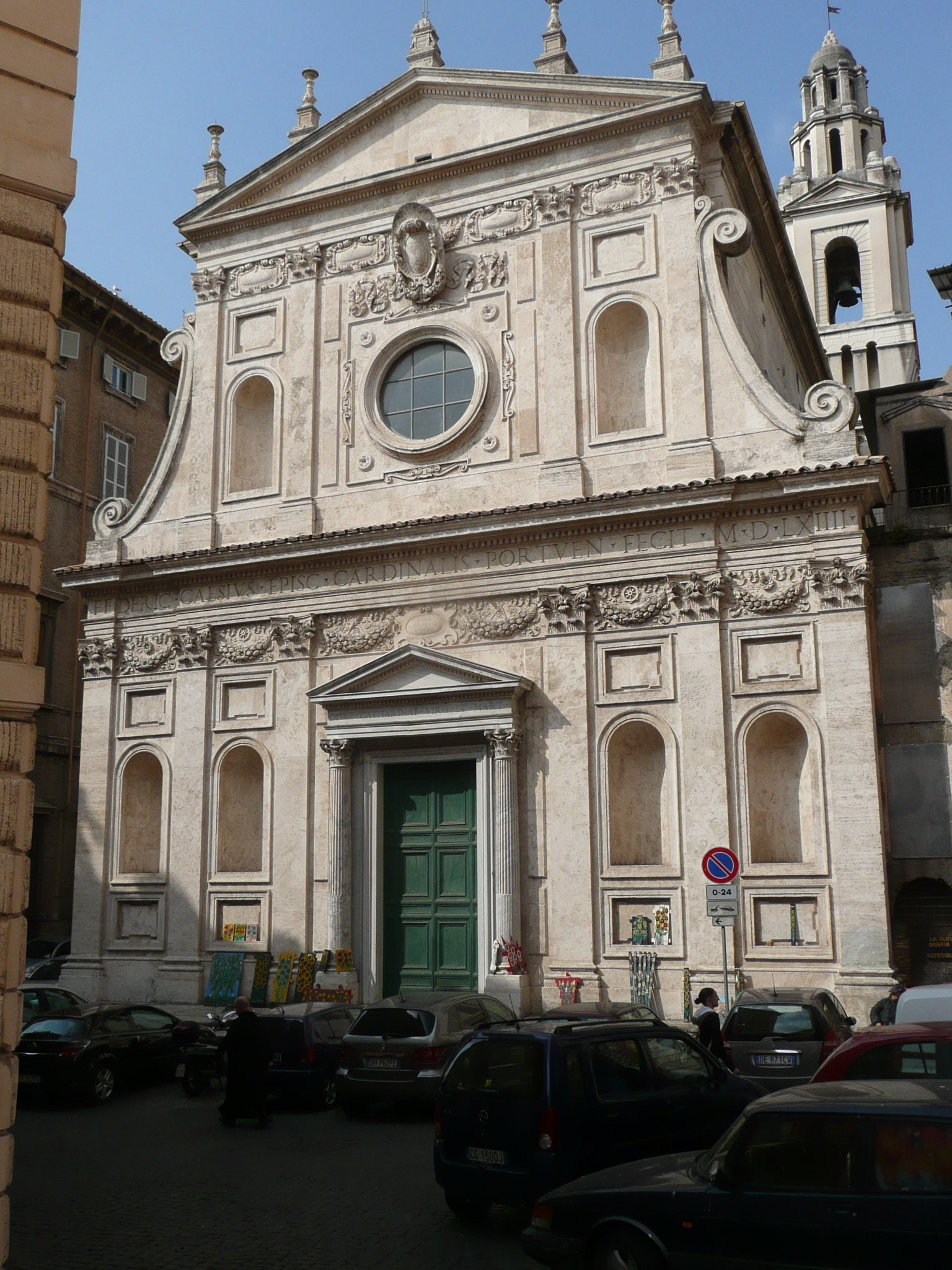
Fachada
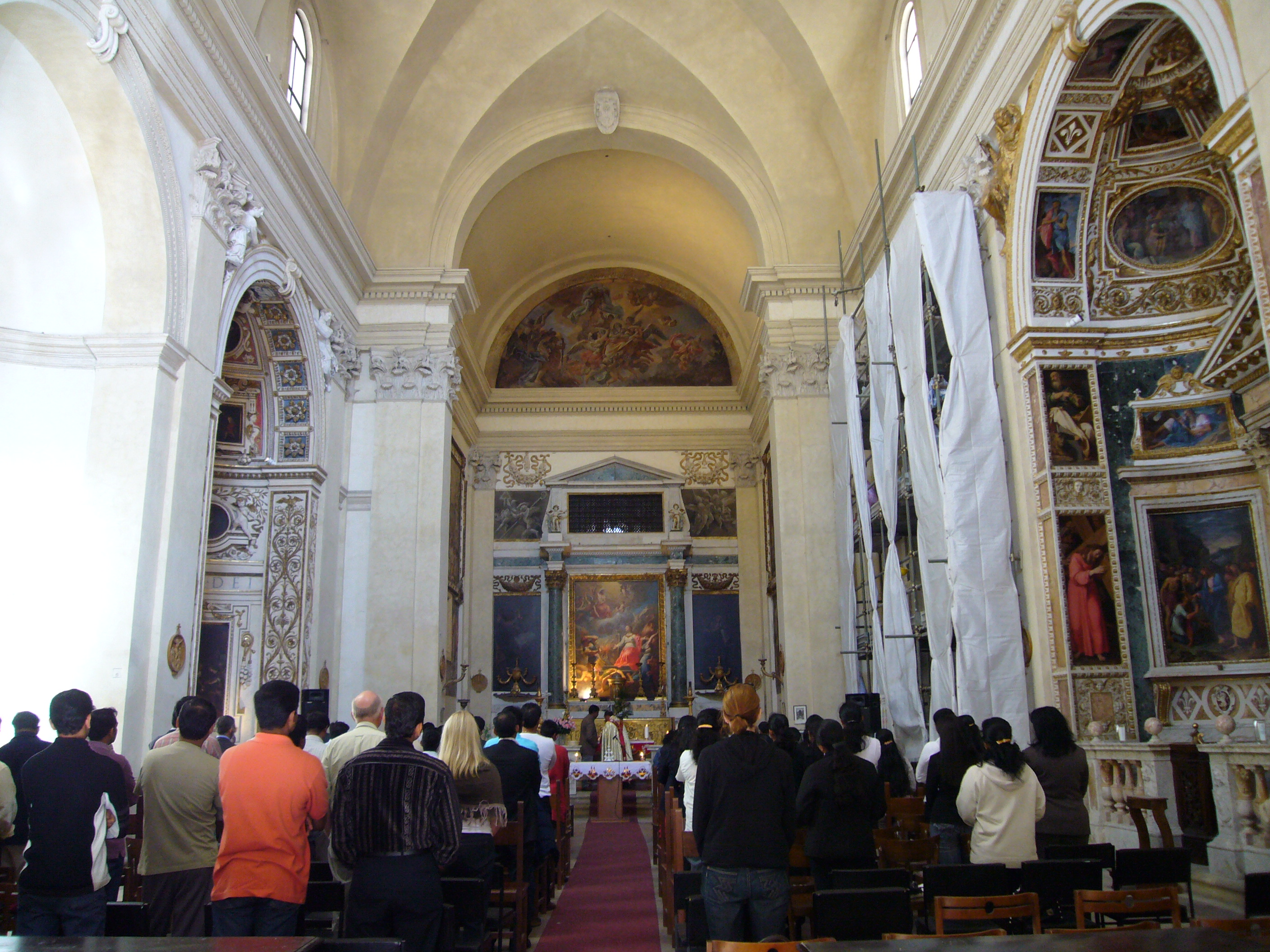
Vista do interior
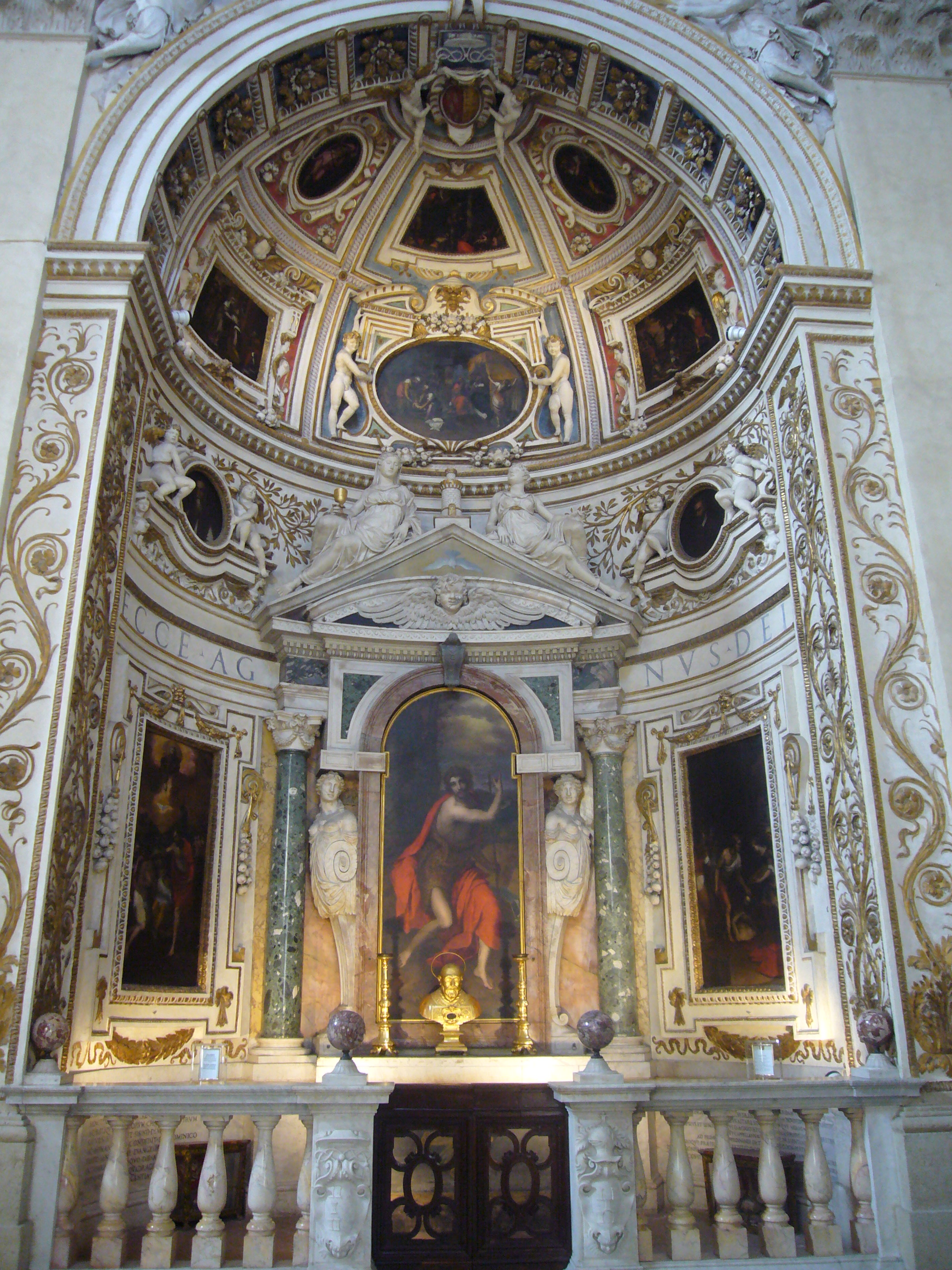
Capela Torres
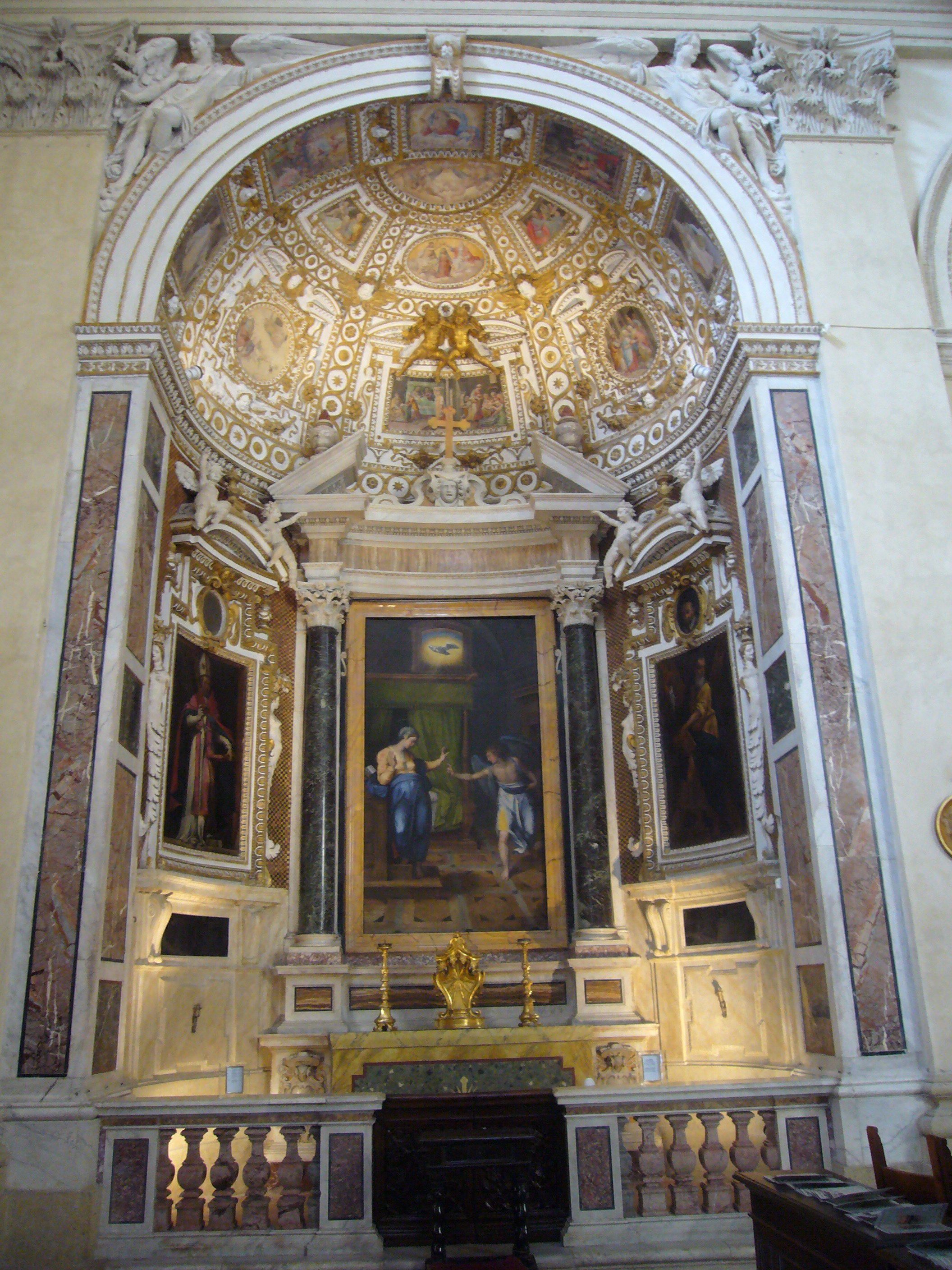
Capela Canuto